# Ludwik Zięba
Ludwik Zięba (* 5. März 1953 in Koniówka) ist ein ehemaliger polnischer Biathlet, der Mitte der 1970er Jahre erfolgreich international Rennen bestritt.
Ludwik Zięba war für WKS Legia Zakopane aktiv. Erste Erfolge hatte er als Junior. Bei den Juniorenweltmeisterschaften 1971 Hämeenlinna wurde er im Einzel hinter Jan Tschauers Silbermedaillengewinner. Bei den Biathlon-Juniorenweltmeisterschaften 1972 gewann er in Linthal an der Seite von Stanisław Karpiel und Jan Szpunar die Goldmedaille im Staffelrennen vor der Sowjetunion und der DDR. Bei den Biathlon-Juniorenweltmeisterschaften 1973 wiederholte er mit Stanislaw Obrochta und Jan Szpunar in Lake Placid diesen Erfolg vor Finnland und der Sowjetunion. Bei den Biathlon-Juniorenweltmeisterschaften 1974 gewann er in Minsk nochmals mit Stanislaw Obrochta und Wojciech Truchan Staffel-Bronze hinter Finnland und der DDR.
1975 trat Zięba in Antholz erstmals bei Biathlon-Weltmeisterschaften an und gewann mit Jan Szpunar, Andrzej Rapacz und Wojciech Truchan im Staffelrennen hinter Finnland und der Sowjetunion die Bronzemedaille. Im Einzel wurde er Zehnter, im Sprint belegte er Platz 36. Ein Jahr später wurde er bei den Olympischen Spielen in Innsbruck mit Jan Szpunar, Andrzej Rapacz und Wojciech Truchan im Staffelrennen Zwölfter. Beim letztmals nicht-olympischen Sprint, der als Weltmeisterschaft ausgetragen wurde, belegte Zięba Rang 47.
National gewann Zięba fünf Juniorentitel. Erfolge erreichte er auch bei den Männern: 1976 gewann er mit der Nationalstaffel den Titel bei den polnischen Meisterschaften. Im Einzel war er 1976 und 1979 Vizemeister, ebenso mit der Staffel von WKS Zakopane in den Jahren 1980 und 1981.

## Bilanz im Biathlon-Weltcup
Die Tabelle zeigt alle Platzierungen (je nach Austragungsjahr einschließlich Olympische Spiele und Weltmeisterschaften).
- 1.–3. Platz: Anzahl der Podiumsplatzierungen
- Top 10: Anzahl der Platzierungen unter den ersten zehn (einschließlich Podium)
- Punkteränge: Anzahl der Platzierungen innerhalb der Punkteränge (einschließlich Podium und Top 10)
- Starts: Anzahl gelaufener Rennen in der jeweiligen Disziplin

| Platzierung                | Einzel | Sprint | Verfolgung | Massenstart | Team | Staffel | Gesamt |
| -------------------------- | ------ | ------ | ---------- | ----------- | ---- | ------- | ------ |
| 1. Platz                   |        |        |            |             |      |         |        |
| 2. Platz                   |        |        |            |             |      |         |        |
| 3. Platz                   |        |        |            |             |      | 1       | 1      |
| Top 10                     | 1      |        |            |             |      | 1       | 2      |
| Punkteränge                | 1      |        |            |             |      | 1       | 2      |
| Starts                     | 1      | 2      |            |             |      | 1       | 4      |
| Stand: Daten unvollständig |        |        |            |             |      |         |        |